# El grandioso hombre de Pekín
El grandioso hombre de Pekín (猩猩王, mandarín: Xīngxing Wáng, que se traduce como «Rey gorila» en español) es una película de monstruos de 1977 producida por Shaw Brothers para capitalizar el lanzamiento de la nueva versión de 1976 de King Kong. Está protagonizada por Danny Lee y Evelyne Kraft.

## Argumento
Un explorador es contratado por un empresario sin escrúpulos para capturar a un simio gigante, descubriendo que el mismo protege a una hermosa joven salvaje en el proceso. El empresario logra capturar y transportar hasta la gran ciudad a la criatura y utilizarlo de atracción turística.

## Reparto
Elenco adaptado del box set Shaw Brothers Volume 1.
- Danny Lee como Chen Zhengfeng.
- Evelyne Kraft como Ah-wei.
- Hsiao Yao como Wang Cuihua.
- Ku Feng como Lu Tien.
- Lin Wei-tu como Chen Shiyu.
- Norman Chu como Ah Long.
- Wu Hang-sheng como Ah Pi.
- Chen Ping como Lucy.
- Ted Thomas como Comisionado.
- Steve Nicholson como asistente del Comisionado.

## Producción
El grandioso hombre de Pekín tuvo un presupuesto de seis millones de dólares de Hong Kong para el estudio Shaw Bros. La película tardó más de un año en completarse y se filmó en Mysore, India. La escena del enfrentamiento climático se filmó en el Connaught Centre de Hong Kong, que entonces era el edificio más alto del país.

## Lanzamiento
El grandioso hombre de Pekín se estrenó el 11 de agosto de 1977 en Hong Kong, donde fue distribuida por Shaw Bros. Fue estrenada como Goliathon en su estreno en Estados Unidos en 1980.
Tanto Chungking Express como El grandioso hombre de Pekín fueron unas de las dos películas de Hong Kong estrenadas por Rolling Thunder, el sello de vídeo doméstico de Quentin Tarantino en 1999. La película recaudó 17 368 dólares en su relanzamiento en cines norteamericanos en 1999.

## Recepción
Variety reseñó una versión de la película en idioma cantonés de 100 minutos de duración y afirmó que era «un entretenimiento escapista interesante, aunque único, hecho en Hong Kong, para el público inquisitivo y moderado de otros países» y «es de alto nivel, de estilo chino y por esta razón podría tener éxito en mercados menos exigentes».

En reseñas retrospectivas, Roger Ebert le dio a la película tres estrellas de cuatro posibles en el Chicago Sun-Times y, por cierto, de hecho mejoró su calificación para El Súper Inframan, temáticamente similar:
«El grandioso hombre de Pekín es muy divertida, aunque está un poco por debajo del nivel de Inframan, que se hizo un año antes y es mi película favorita de monstruos de Hong Kong. Ambas fueron producidas por el legendario Runme Shaw, quien, habiendo probado la grandeza, obviamente esperaba repetir. Me sorprende mucho que cuando revisé Inframan solo le di dos estrellas y media. Eso fue hace 22 años, pero un hombre recordará muchas cosas que uno no pensaría que recordaría. Apuesto a que no ha pasado un mes sin que haya pensado en esa película. Le doy a El grandioso hombre de Pekín tres estrellas por su tontería general y un cierto nivel de genialidad insana, pero no puedo, en conciencia, calificarlo más alto que Inframan. Entonces, en respuesta a aquellos corresponsales que preguntan si alguna vez he cambiado la calificación de una película: Sí, Inframan sube a tres estrellas.